# Cratere Govannan
Govannan  è un cratere sulla superficie di Europa.